# Batha Ouest
Batha Ouest er et af de tre departementer, som udgør regionen Batha i Tchad.
13°12′50″N 18°20′10″Ø / 13.214°N 18.336°Ø